# Arquidiócesis de San Fernando
La arquidiócesis de San Fernando (en latín: Archidioecesis Sancti Ferdinandi, en inglés: Roman Catholic Archdiocese of San Fernando y en tagalo: Arkidiyosesis ng San Fernando) es una circunscripción eclesiástica de la Iglesia católica en Filipinas. Se trata de una arquidiócesis latina, sede metropolitana de la provincia eclesiástica de San Fernando. Desde el 25 de julio de 2014 su arzobispo es Florentino Galang Lavarias.

## Territorio y organización
La arquidiócesis tiene 2180 km² y extiende su jurisdicción sobre los fieles católicos de rito latino residentes en la provincia de Pampanga de la región de Luzón Central en la isla de Luzón.
La sede de la arquidiócesis se encuentra en la ciudad de San Fernando, en donde se halla la Catedral de San Fernando.
En 2020 en la arquidiócesis existían 94 parroquias.
La arquidiócesis tiene como sufragáneas a las diócesis de: Balanga, Iba y Tarlac.

## Historia
La diócesis de San Fernando fue erigida el 11 de diciembre de 1948 con la bula Probe noscitur del papa Pío XII, obteniendo el territorio de la arquidiócesis de Manila, de la que originalmente era sufragánea.
En 1950 se instituyó el seminario diocesano, dedicado a la Madre del Buen Consejo.
El 12 de junio de 1955 cedió una parte de su territorio para la erección de la prelatura territorial de Iba (hoy diócesis de Iba) mediante la bula Venisse Christum del papa Pío XII.
El 16 de febrero de 1963 cedió otras porciones de territorio para la erección por el papa Juan XXIII de las diócesis de Cabanatúan (mediante la bula Exterior Ecclesiae) y Tarlac (mediante la bula Clarissimae famae).
El 17 de marzo de 1975 cedió otra porción de territorio para la erección de la diócesis de Balanga mediante la bula Quoniam ad recte del papa Pablo VI y al mismo tiempo fue elevada al rango de arquidiócesis metropolitana con la bula Aptam Ecclesiarum.

## Estadísticas
Según el Anuario Pontificio 2021 la arquidiócesis tenía a fines de 2020 un total de 2 379 280 fieles bautizados.
| Año                                                                             | Población            | Población | Población      | Sacerdotes | Sacerdotes    | Sacerdotes    | Bautizados por sacerdote | Diáconos permanentes | Religiosos | Religiosos | Parroquias |
| Año                                                                             | Bautizados católicos | Total     | % de católicos | Total      | Clero secular | Clero regular | Bautizados por sacerdote | Diáconos permanentes | Varones    | Mujeres    | Parroquias |
| ------------------------------------------------------------------------------- | -------------------- | --------- | -------------- | ---------- | ------------- | ------------- | ------------------------ | -------------------- | ---------- | ---------- | ---------- |
| 1950                                                                            | 884 338              | 982 765   | 90.0           | 116        | 103           | 13            | 7623                     |                      |            | 30         | 89         |
| 1970                                                                            | 657 289              | 799 104   | 82.3           | 109        | 97            | 12            | 6030                     |                      | 16         | 83         | 59         |
| 1980                                                                            | 968 000              | 1 043 000 | 92.8           | 87         | 78            | 9             | 11 126                   |                      | 16         | 104        | 51         |
| 1990                                                                            | 1 435 000            | 1 455 000 | 98.6           | 142        | 119           | 23            | 10 105                   |                      | 28         | 100        | 64         |
| 1999                                                                            | 2 037 218            | 2 765 872 | 73.7           | 144        | 128           | 16            | 14 147                   |                      | 38         | 108        | 84         |
| 2000                                                                            | 2 671 487            | 2 840 178 | 94.1           | 148        | 134           | 14            | 18 050                   |                      | 38         | 142        | 84         |
| 2001                                                                            | 2 732 420            | 2 978 850 | 91.7           | 156        | 138           | 18            | 17 515                   |                      | 44         | 144        | 84         |
| 2002                                                                            | 2 791 444            | 2 998 194 | 93.1           | 157        | 141           | 16            | 17 779                   |                      | 43         | 145        | 90         |
| 2003                                                                            | 2 865 530            | 3 115 020 | 92.0           | 160        | 144           | 16            | 17 909                   |                      | 43         | 155        | 92         |
| 2004                                                                            | 2 800 000            | 3 000     | 93.3           | 162        | 145           | 17            | 17 283                   |                      | 52         | 152        | 93         |
| 2010                                                                            | 3 145 000            | 3 370 000 | 93.3           | 164        | 150           | 14            | 19 176                   |                      | 36         | 118        | 92         |
| 2014                                                                            | 3 388 000            | 3 630 000 | 93.3           | 175        | 161           | 14            | 19 360                   |                      | 36         | 119        | 94         |
| 2017                                                                            | 2 246 982            | 2 524 699 | 89.0           | 165        | 151           | 14            | 13 618                   |                      | 36         | 119        | 94         |
| 2020                                                                            | 2 379 280            | 2 687 380 | 88.5           | 164        | 149           | 15            | 14 507                   |                      | 25         | 141        | 94         |
| Fuente: Catholic-Hierarchy, que a su vez toma los datos del Anuario Pontificio. |                      |           |                |            |               |               |                          |                      |            |            |            |

## Episcopologio
- Cesar Maria Guerrero y Rodriguez † (14 de mayo de 1949-14 de marzo de 1957 renunció[nota 1])
- Emilio Cinense y Abera † (15 de marzo de 1957-5 de mayo de 1978 falleció)
- Oscar Valero Cruz † (22 de mayo de 1978-24 de octubre de 1988 renunció)
- Paciano Basilio Aniceto (31 de enero de 1989-25 de julio de 2014 retirado)
- Florentino Galang Lavarias, desde el 25 de julio de 2014